# Hoheluft (Jameln)
Hoheluft ist ein Wohnplatz in der Gemeinde Jameln im Landkreis Lüchow-Dannenberg in Niedersachsen. Er gehört zum Jamelner Ortsteil Volkfien und entstand durch aus Volkfien ausgesiedelte Höfe.

## Geographische Lage
Hoheluft liegt 3,5 km westlich von Jameln an einer Verbindungsstraße zwischen Volkfien und Wibbese auf 29–33 Meter über Normalnull (NN).